# Kościół Nawiedzenia Najświętszej Maryi Panny w Tarnobrzegu
Kościół Nawiedzenia Najświętszej Maryi Panny w Tarnobrzegu – rzymskokatolicki kościół parafialny należący do parafii pod tym samym wezwaniem (dekanat Tarnobrzeg diecezji sandomierskiej). Znajduje się w tarnobrzeskim osiedlu Zakrzów.
Świątynia została wzniesiona w latach 1992–1997 według projektu inżyniera Romana Orlewskiego. Prace budowlane nadzorował ks. Jan Kaszewicz. Kamień węgielny pod budowę tego kościoła został poświęcony przez biskupa Wacława Świerzawskiego 19 października 1994 roku. Kierownikiem budowy był parafianin Jan Michalski, z kolei funkcję majstra budowy pełnił Ludwik Janeczko, miejscowy cieśla. Pierwsza Msza święta w nowej świątyni została odprawiona w Uroczystość Narodzenia Pańskiego 1996 roku. Kościół został poświęcony przez biskupa Edwarda Frankowskiego w dniu 31 sierpnia 1997 roku. W następnych latach prowadzone były prace związane z wyposażeniem i dekoracją wnętrza. Po ich zakończeniu, 7 listopada 2010 roku, biskup Krzysztof Nitkiewicz konsekrował świątynię. We wnętrzu kościoła została urządzona Kaplica Miłosierdzia zaprojektowana przez architekta Kazimierza Bacia z Wrocławia (została poświęcona przez biskupa Krzysztofa Nitkiewicza w 2016 roku). Kościół posiada cechy stylu postmodernistycznego. Powstał na planie wydłużonego sześciokąta, z dobudówkami w postaci kaplicy bocznej po prawej oraz zaplecza na tyle i wieży z przodu świątyni. Motyw sześciokąta jest powtórzony również w otworach okiennych wieży, jej szczytach oraz narożnikowych oknach kaplic i zaplecza. Innym powtórzonym kilkakrotnie elementem jest półkoliście zamknięty otwór z kolumienkami po bokach. Motyw ten powtórzony jest nie tylko w oknach, ale również w dekoracyjnych blendach prezbiterium. Mieszczą one krzyż i tabernakulum w części centralnej, malowany tryptyk po lewej oraz tworzą jakby ślad empory na lewej, bocznej ścianie. Barwy świątyni są ciepłe, a przez witraże do wnętrza wpada światło.